# مارتین برمر (بازیکن فوتبال)
مارتین برمر (انگلیسی: Martin Bremer؛ زادهٔ ۱۱ مهٔ ۱۹۵۴) بازیکن فوتبال اهل آلمان است.
از باشگاه‌هایی که در آن بازی کرده‌است می‌توان به باشگاه فوتبال دارمشتات ۹۸ و باشگاه فوتبال اف‌اس‌وی فرانکفورت اشاره کرد.